# Österreichischer Volkskundeatlas
Der Österreichische Volkskundeatlas stellt traditionell volkskundliche Phänomene kartographisch in Verbreitungskarten dar.
Vorbild war der Atlas der deutschen Volkskunde (ADV). Dazu wurde 1955 die Gesellschaft für den Volkskundeatlas in Österreich gegründet, die wesentlich durch Ernst Burgstaller, Richard Wolfram und Adolf Helbok geprägt war. Von 1959 bis 1979 erschienen in insgesamt sechs Lieferungen 177 Verbreitungskarten, die von dem zwischen 1965 und 1981 unter der Patronanz der Österreichischen Akademie der Wissenschaften publizierten acht Bänden umfassende Kommentarteil erklärt werden. 
Karten und Kommentare erläutern die geographische Verbreitung und historische Entwicklung einer bäuerlich verstandenen Volkskultur, berücksichtigt wurden v. a. haus- und gerätekundliche Aspekte, Gehöft und Siedlung, Flur, Tracht, Volkskunst, Nahrung, Brauch, soziale und religiöse Volkskunde und Volkserzählungen. 
Mit dem Österreichischen Volkskundeatlas erlebte die traditionelle, durch einen ländlich-bäuerlich Kulturbegriff geprägte Volkskunde in Österreich einen letzten Höhepunkt. 